# Nimbahera
Nimbahera é uma cidade e um município no distrito de Chittaurgarh, no estado indiano de Rajastão.

## Geografia
Nimbahera está localizada a 24° 37′ N, 74° 41′ L. Tem uma altitude média de 437 metros (1433 pés).

## Demografia
Segundo o censo de 2001, Nimbahera tinha uma população de 53,323 habitantes. Os indivíduos do sexo masculino constituem 52% da população e os do sexo feminino 48%. Nimbahera tem uma taxa de literacia de 67%, superior à média nacional de 59.5%: a literacia no sexo masculino é de 76% e no sexo feminino é de 58%. Em Nimbahera, 15% da população está abaixo dos 6 anos de idade.